# Mięsień e-g
Mięsień e-g – mięsień wchodzący w skład genitaliów samców sieciarek.
Mięśnie e-g to para protraktorów gonarcusa. Opisane są dla Myrmecaerulus trigrammus i Creoleon plumbeus z rodziny mrówkolwowatych. Łączą one gonarcus z ektoproktem. Biorą udział w ruchu retrakcyjnym gonarcusa. Wchodzą w skład zespołu kopulacyjnego (ang. copulative complex) i podzespołu edagusa (aedeagal subcomplex).